# Aneuretopsychidae
Aneuretopsychidae (лат.) — семейство вымерших насекомых из отряда скорпионниц (Mecoptera), живших во второй половине юрского и в первой половине мелового периодов. Находки известны с территории Казахстана, Китая и России, а также из бирманского янтаря. Представители семейства обладали длинным хоботком, который, предположительно, позволял им высасывать сладковатые выделения из шишек древних голосеменных растений. Насчитывает девять видов в составе родов Aneuretopsyche, Jeholopsyche и Burmopsyche.

## Классификация
- Aneuretopsychetypus
  - Aneuretopsyche minima Rasnitsyn et Kozlov, 1990[5]
  - Aneuretopsyche rostrata Rasnitsyn et Kozlov, 1990
  - Aneuretopsyche vitimensis Rasnitsyn et Kozlov, 1990
- Burmopsyche Zhao et al., 2020
  - Burmopsyche bella Zhao et al., 2020
  - Burmopsyche xiai Zhao et al., 2020
- Jeholopsyche Ren et al., 2009
  - Jeholopsyche bella Qiao et al., 2012[6]
  - Jeholopsyche completa Qiao et al., 2012
  - Jeholopsyche liaoningensis Ren et al., 2009
  - Jeholopsyche maxima Qiao et al., 2012